# 大阪府立大学りんくうキャンパス

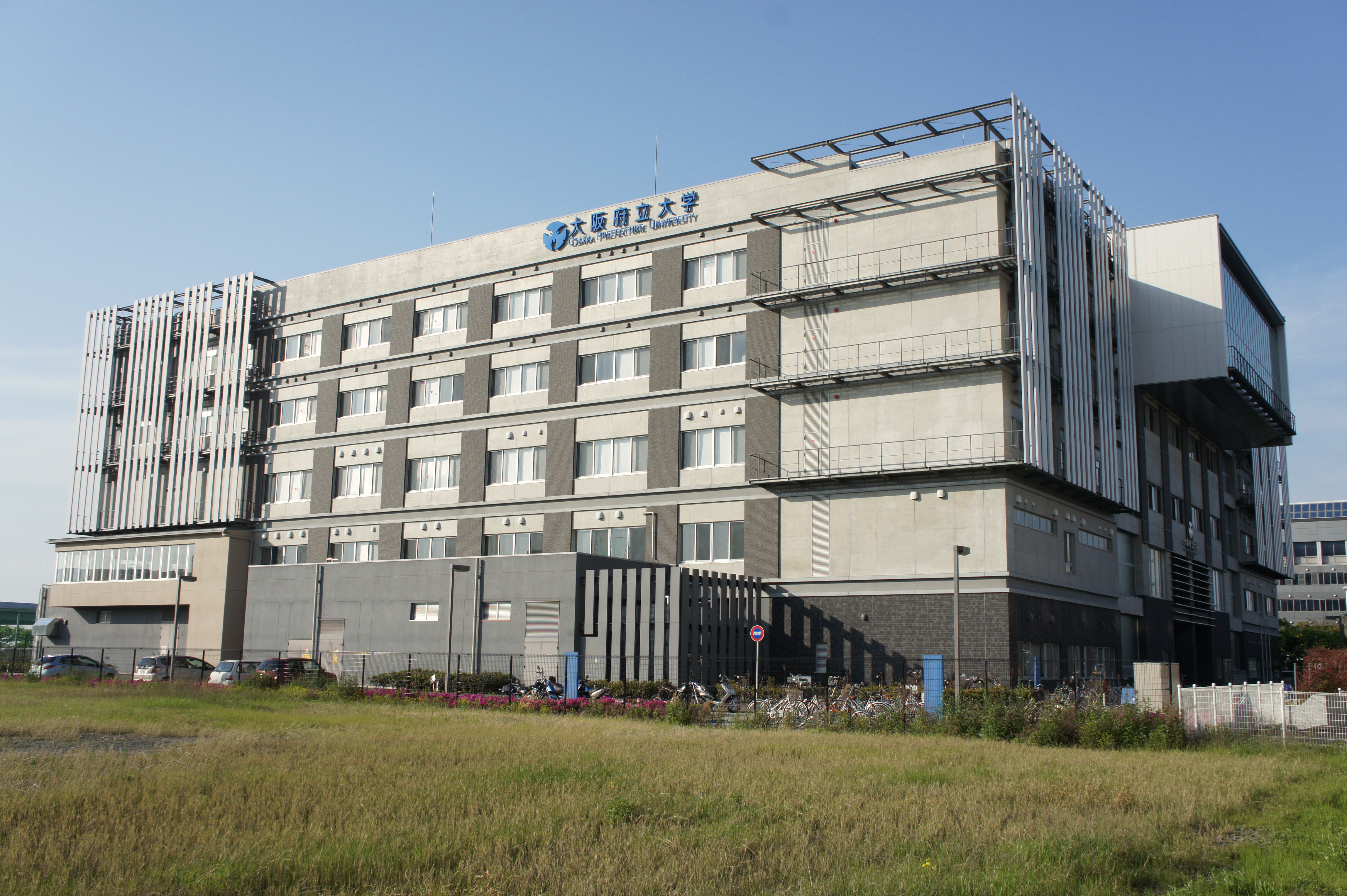
りんくうキャンパス

大阪府立大学 りんくうキャンパス（おおさかふりつだいがく りんくうキャンパス）は、大阪府泉佐野市りんくう往来北に所在する大阪府立大学のキャンパスの一つである。

## 概要
次世代型学術研究空間を目指し、2009年4月、大阪府立大学に「りんくうキャンパス」が設置された。生命環境科学部・研究科（獣医学分野）が移転し立地条件を生かして国際的な研究力の強化が図られている。敷地内には獣医臨床センターの他、大阪府家畜保健衛生所が併設されている。

## りんくうキャンパス
使用学域
大阪府立大学 生命環境科学域 獣医学類
使用研究科
大阪府立大学 生命環境研究科 獣医学専攻
使用附属施設
付属獣医臨床センター（付属動物病院）
交通アクセス
関西空港線・南海空港線「りんくうタウン駅（3番出口）」から徒歩6分